# Nowyj Byt (obwód wołgogradzki)
Nowyj Byt (ros. Новый Быт) – chutor w Rosji, w obwodzie wołgogradzkim, w rejonie nikołajewskim. W 2021 liczył 657 mieszkańców.